# Sapintus cruciellus
Sapintus cruciellus is een keversoort uit de familie snoerhalskevers (Anthicidae). De wetenschappelijke naam van de soort is voor het eerst geldig gepubliceerd in 1882 door Marseul.